# Albinsk
Albinsk (biał. Альбінск; ros. Альбинск, Albinsk; pol. hist. Albińsk) – wieś na Białorusi, w obwodzie homelskim, w rejonie oktiabrskim, w sielsowiecie Laskowicze.

## Historia
W XIX i w początkach XX w. folwark położony w Rosji, w guberni mińskiej, w powiecie bobrujskim, w gminie Laskowicze. Na przełomie wieków był własnością Ociołkiewiczów.
Po I wojnie światowej pod administracją polską, w Zarządzie Cywilnym Ziem Wschodnich, w okręgu mińskim, w powiecie bobrujskim, w gminie Laskowicze. W wyniku postanowień traktatu ryskiego znalazł się w granicach Związku Sowieckiego. Od 1991 w niepodległej Białorusi.